# Fernando Reis (sztangista)
Fernando Saraiva Reis (ur. 10 marca 1990 w São Paulo) – brazylijski sztangista, olimpijczyk.
Wziął udział w Letnich Igrzyskach Olimpijskich 2012 w kategorii wagowej powyżej 105 kilogramów. Zajął 12. miejsce uzyskując 400 kg (180 w rwaniu i 220 w podrzucie). W tej samej kategorii wagowej, Reis zdobył złoty medal na Igrzyskach Panamerykańskich 2011, Igrzyskach Panamerykańskich 2015 oraz w Igrzyskach Ameryki Południowej 2014 i srebrny medal na Igrzyskach Ameryki Południowej 2010. W 2019 zdobył złoty medal na Igrzyskach Panamerykańskich 2019 w kategorii wagowej powyżej 109 kilogramów.

## Osiągnięcia
| Zawodnik      | Zawody                            | Kategoria | Rwanie | Rwanie  | Podrzut | Podrzut | Wynik  | Miejsce |
| Zawodnik      | Zawody                            | Kategoria | Wynik  | Miejsce | Wynik   | Miejsce | Wynik  | Miejsce |
| ------------- | --------------------------------- | --------- | ------ | ------- | ------- | ------- | ------ | ------- |
| Fernando Reis | Igrzyska Ameryki Południowej 2010 | +105 kg   | 160 kg | 3.      | 206 kg  | 2.      | 366 kg |         |
| Fernando Reis | Mistrzostwa Świata 2010           | +105 kg   | 155 kg | 29.     | 190 kg  | 26.     | 345 kg | 27.     |
| Fernando Reis | Igrzyska Panamerykańskie 2011     | +105 kg   | 185 kg | 1.      | 225 kg  | 1.      | 410 kg |         |
| Fernando Reis | Mistrzostwa Świata 2011           | +105 kg   | 176 kg | 20.     | 217 kg  | 16.     | 393 kg | 17.     |
| Fernando Reis | Letnie Igrzyska Olimpijskie 2012  | +105 kg   | 180 kg | 14.     | 220 kg  | 12.     | 400 kg | 12.     |
| Fernando Reis | Mistrzostwa Świata 2013           | +105 kg   | 182 kg | 10.     | 228 kg  | 6.      | 410 kg | 7.      |
| Fernando Reis | Igrzyska Ameryki Południowej 2014 | +105 kg   | 182 kg | 1.      | 225 kg  | 1.      | 407 kg |         |
| Fernando Reis | Igrzyska Panamerykańskie 2015     | +105 kg   | 192 kg | 1.      | 235 kg  | 1.      | 427 kg | [ 5 ]   |
| Fernando Reis | Igrzyska Panamerykańskie 2019     | +109 kg   | 190 kg | 1.      | 230 kg  | 1.      | 420 kg |         |